# Good as I Been to You
| 전문가 평가      | 전문가 평가 |
| 평가 점수        | 평가 점수   |
| 출처             | 점수        |
| ---------------- | ----------- |
| AllMusic         | [ 1 ]       |
| Robert Christgau | B+          |
| MusicHound       | [ 3 ]       |
| Rolling Stone    | (favorable) |

《Good as I Been to You》는 1992년 11월 3일, 컬럼비아 레코드가 발매한 미국의 싱어송라이터 밥 딜런의 스물여덟 번째 스튜디오 음반이다.
전적으로 전통적인 포크와 커버로 구성되어 있으며, 딜런의 완전 독주 어쿠스틱 음반으로 1964년 《Another Side of Bob Dylan》 이후 딜런의 첫 번째 음반이다. 1973년 《Dylan》 이후 독창적인 작곡을 하지 않은 것도 그의 첫 번째 컬렉션이다.
차트에서 《Good as I Been to You》는 미국 51위, 영국 18위에 올랐고, 실망스러운 《Under the Red Sky》에 이어 딜런의 비판적 입지를 회복하는데 기여했다.

## 녹음 세션
1988년 6월 Never Ending Tour를 시작한 이후, 전통적인 커버는 거의 모든 콘서트에서 하나의 특징이 되었고, 종종 어쿠스틱 세트의 일부로 사용되었다. 딜런은 1990년 《Under the Red Sky》를 녹음한 후 1997년까지 원곡을 발표하지 않았고, 그 기간 동안 '신선한' 소재에 대한 커버 비축량에 점점 더 의존하게 되었다. 딜런은 이 커버들을 "나에게 맞는 음악"이라고 불렀다.
딜런의 친구 수잔 로스에 따르면, 《Good as I Been to You》는 계약 필러로 삶을 시작했다고 한다. 딜런은 1992년경 시카고의 애크미 레코딩 스튜디오에서 2주간의 일정을 잡았고 오랜 동료인 데이비드 브롬버그를 프로듀서로 고용했다. 이 시간에는 현대 크리스천 발라드 〈Rise Again〉을 포함한 음반의 가치가 풀 밴드의 반주로 녹음되었다. 블라이즈 바튼과 댄 화이트의 세션에 녹음 엔지니어가 참여했다. 딜런이 유럽 본토에서 11번의 짧은 순회 공연을 마치는 동안 브롬버그는 이 녹음을 섞기 위해 남겨졌다.
딜런은 7월 중순 말리부로 돌아왔을 때 자신의 차고 스튜디오에서 몇 가지 독보적인 음향 소재를 녹음하기로 결정했다. 중간중간 몇 번의 솔로 공연으로 브롬버그 음반을 해체하려는 의도였다. 이러한 차고 세션이 진행됨에 따라 계획이 변경되었고, 브롬버그 음반은 음반에서 뽑혔다.
딜런도 브롬버그도 브롬버그 녹음 파일이 거부되고 치워진 이유(이들은 공개된 적이 없음)와 딜런이 실제로 그것을 싫어했는지는 알려지지 않았다. 딜런은 자신의 차고 스튜디오, 특히 음반에 주어진 최소한의 제작 작업에서 얻을 수 있는 결과에 만족하고 있다는 것이 분명했다. 프로듀서 크레딧은 딜런의 친구인 데비 골드에게 주어졌고, 딜런의 친구인 데비는 전체 진행에 손을 뗐다.

## 곡 목록
모든 곡은 밥 딜런이 편곡한 곡으로, 언급된 곳을 제외한 모든 곡은 민요다.
| #  | 제목                            | 작사·작곡               | 재생 시간 |
| -- | ------------------------------- | ----------------------- | --------- |
| 1. | 〈Frankie & Albert〉            | 미시시피 존 허트 (편곡) | 3:50      |
| 2. | 〈Jim Jones〉                   |                         | 3:52      |
| 3. | 〈Blackjack Davey〉             |                         | 5:47      |
| 4. | 〈Canadee-i-o〉                 | 닉 존스 (편곡)          | 4:20      |
| 5. | 〈Sittin' on Top of the World〉 | 월터 빈슨, 로니 채트먼  | 4:27      |
| 6. | 〈Little Maggie〉               |                         | 2:52      |
| 7. | 〈Hard Times〉                  | 스티븐 포스터           | 4:31      |

| #  | 제목                        | 작사·작곡                | 재생 시간 |
| -- | --------------------------- | ------------------------ | --------- |
| 1. | 〈Step It Up and Go〉       |                          | 2:54      |
| 2. | 〈Tomorrow Night〉          | 샘 코슬로, 빌헬름 그로스 | 3:42      |
| 3. | 〈Arthur McBride〉          | 폴 브래디 (편곡)         | 6:20      |
| 4. | 〈You're Gonna Quit Me〉    |                          | 2:46      |
| 5. | 〈Diamond Joe〉             |                          | 3:14      |
| 6. | 〈Froggie Went A-Courtin'〉 |                          | 6:26      |